# Anton Hjärtmyr
Karl Anton Hjärtmyr, född 4 mars 1975 i Almby, Närke, är en svensk skådespelare.
Hjärtmyr filmdebuterade 1990 i Lars-Göran Petterssons Gränslots där han spelade rollen som Sigge. 2004 medverkade han i TV-serien Linné och hans apostlar och 2012 i TV-serien Kontoret.

## Filmografi
- 1990 – Gränslots
- 2004 – Linné och hans apostlar (TV-serie)
- 2012 – Kontoret (TV-serie)